# Сурково (Новосибирская область)
Сурково — село в Тогучинском районе Новосибирской области. Административный центр Сурковского сельсовета.

## География
Площадь села — 119 гектаров.

## История
Сурково старинное село. Первыми жителями были татары и русские. Так по переписи 1899 года проживало 275 татар Кумышской инородной волости и 117 русских Кайлинской волости.
Своё развитие с. Сурково получило после образования Сурковской МТС в апреле 1940г. Эта МТС обслуживала все близлежащие колхозы. Когда началась Великая Отечественная война, жители сёл и посёлков стали уходить на фронт. 320 Сурковчан не вернулись с войны.

## Население
| 2002 | 2007 | 2010 |
| ---- | ---- | ---- |
| 791  | ↗808 | ↘681 |

## Инфраструктура
В селе по данным на 2007 год функционируют 1 учреждение здравоохранения и 2 учреждения образования.